# 헨리크 놀렌
요한 헨리크 놀렌(스웨덴어: Johan Henrik Norlén, 1970년 9월 2일~)은 스웨덴의 배우이다.

## 작품 목록

### 영화
- 글라다 할스닝가 프란 미상거트래스크(2015년)
- 마이 스키니 시스터(2015년)
- 위 해브 투 토크(2014년)
- 요한 포크 - 코드네임 리사(2013년)
- 데스 오브 어 필그림(2013년)
- 원스 어폰 어 타임 인 푸켓(2011년)
- 주니(2011년)
- 스톡홀름 이스트(2011년)
- 디 아웃로스(2009년)